# منتخب سوريا تحت 19 سنة لكرة السلة
المنتخب سوريا الوطني لكرة السلة تحت 18 وتحت 19 سنة هو فريق كرة السلة الوطني السوري, ويديره الاتحاد السوري لكرة السلة. تمثل الدولة في مسابقات كرة السلة الدولية تحت 18 عامًا وتحت 19 عامًا (أقل من 18 عامًا وأقل من 19 عامًا).

## بطولة العالم فيبا تحت 19 سنة 2009
ظهر المنتخب السوري في بطولة العالم فيبا تحت 19 سنة 2009 التي أقيمت في أوكلاند بنيوزيلندا. على الرغم من أنهم ظلوا بلا فوز وأنهوا البطولة في المركز الأخير، إلا أن حقيقة تأهلهم بمفردهم يعد إنجازًا كبيرًا ويظهر أن مستقبل كرة السلة السورية يتحسن باستمرار.

## اقرأ أيضاً
منتخب سوريا لكرة السلة